# Deraeocoris fusifrons
Deraeocoris fusifrons är en insektsart som beskrevs av Knight 1921. Deraeocoris fusifrons ingår i släktet Deraeocoris och familjen ängsskinnbaggar.

## Underarter
Arten delas in i följande underarter:
- D. f. fusifrons
- D. f. deletans